# Spinner (Blade Runner)
Spinner es el nombre que se usa para denominar al tipo de automóvil volador que aparece en la franquicia de Blade Runner, siendo visto en Blade Runner, Blade Runner Black Out 2022, Blade Runner: Black Lotus y Blade Runner 2049, entre otros medios. El modelo más conocido es el vehículo policial del film Blade Runner (1982), que fue diseñado mayoritariamente por Syd Mead. En el universo de la franquicia, estos coches pueden tanto volar como ser conducidos en tierra, y el Departamento de Policía de Los Ángeles los utiliza principalmente para vigilar a la población, aunque la gente adinerada puede también acceder a sus licencias. Tras el estreno del film, el Spinner ha sido tanto empleado como homenajeado en numerosas producciones cinematográficas o videojuegos. Un modelo original usado en la película es expuesto en el Science Fiction Museum and Hall of Fame de Seattle. Además del Spinner policial del primer film, en Blade Runner 2049 se pueden observar nuevos diseños.

## Descripción
La variante policial del vehículo que aparece en Blade Runner (1982) presenta en las puertas un pequeño logotipo con la palabra «Spinner» entre los rótulos «caution» y «警察». En el universo de Blade Runner, estos coches se pueden conducir en tierra como un automóvil normal, despegar verticalmente, volar y navegar. Syd Mead, su diseñador principal, lo describió como un aerodino que utiliza una forma no especificada de propulsión a chorro, similar a la de los aviones VTOL. En Blade Runner, el Departamento de Policía de Los Ángeles los utiliza ampliamente como coche patrulla para vigilar a la población, y la gente adinerada puede acceder a sus licencias de conducir.

## Diseño y construcción del Spinner deBlade Runner

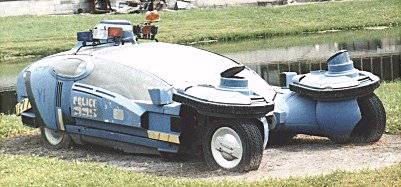
Uno de los Spinner de Blade Runner en los Disney-MGM Studios de Orlando, donde fue expuesto hasta su desmantelamiento en 1999.

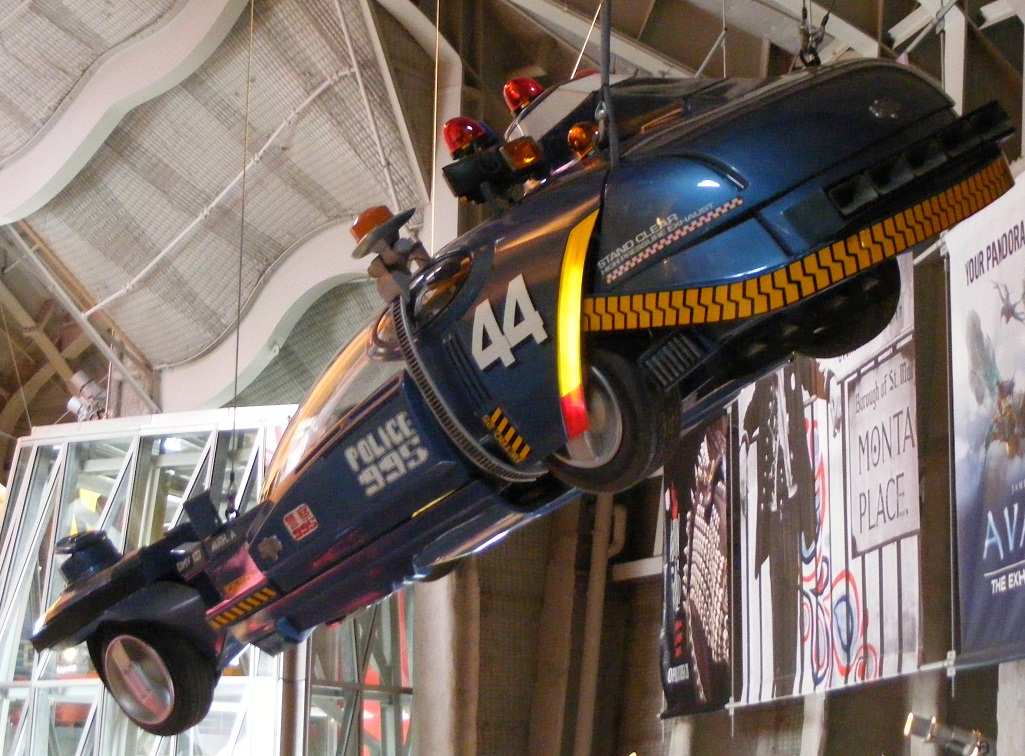
Spinner original de aluminio en el Science Fiction Museum and Hall of Fame de Seattle, donde fue ubicado tras ser restaurado en 2004.

El Spinner policial del film Blade Runner fue diseñado mayoritariamente por Syd Mead, al igual que gran parte de los vehículos que aparecen, como el sedán de Deckard, el sedán de la policía, los taxis Metrokab, el camión de J.F. Sebastian o los cupés «Everyman Car». Jim Burns también trabajó brevemente en el diseño de los vehículos Spinner. Gene Winfield se encargó con su equipo de construir los 25 vehículos a tamaño real que se fabricaron específicamente para el film, entre ellos 4 Spinner policiales (3 completos y 1 parcial):
- «Coche 44». Rotulado con el número 44 y usado por ejemplo en la escena en la que Bryant y Gaff hablan con Deckard.
- «Coche 44 de aluminio». Construido con una estructura de aluminio y empleado en las escenas en las que el Spinner debía de ser elevado con una grúa simulando su vuelo.
- «Coche 54». Spinner de reserva rotulado con el número 54 y usado en segundo plano en las escenas de tráfico rodado.
- «Coche para interiores». Spinner construido parcialmente sin la parte frontal ni trasera para filmar los interiores del vehículo.[3]

Además, en miniatura se construyeron más Spinner policiales, y otros diseños de coches voladores que también usaron el nombre «Spinner», como el «Laser Spinner», muy similar al policial y equipado con armas en su parte superior, el «Alfa Romeo Spinner», diseñado por Christopher S. Ross y comercializado por Ertl Company bajo el nombre «Rachael's Spinner», o el «Lobster Spinner», de color amarillo y nombrado así porque su forma recuerda a una langosta.

## Historia posterior
Un Spinner original de Blade Runner fue empleado en los films Back to the Future Part II y Solar Crisis. Además, una réplica del Spinner se usó en Soldier, fue recreado digitalmente para una escena de Star Wars: Episode I - The Phantom Menace y tiene una breve aparición en Blade Runner 2049. Un Spinner y un sedán de la policía originales que estaban ubicados en los Disney-MGM Studios fueron desmantelados aparentemente por error en 1999. Se tiene constancia de la conservación de dos vehículos usados en el film: el sedán de Deckard, expuesto permanentemente en el American Police Hall of Fame & Museum de Titusville (Florida), y el Spinner de aluminio que había sufrido daños en 1992 mientras era transportado y que fue restaurado en 2004 para ser mostrado en el Science Fiction Museum and Hall of Fame de Seattle, donde puede verse desde entonces. Además, se piensa que otro Spinner original puede hallarse en una colección privada en Japón. Algunas réplicas del Spinner son también expuestas ocasionalmente.

## Lista de apariciones

### En la franquiciaBlade Runner

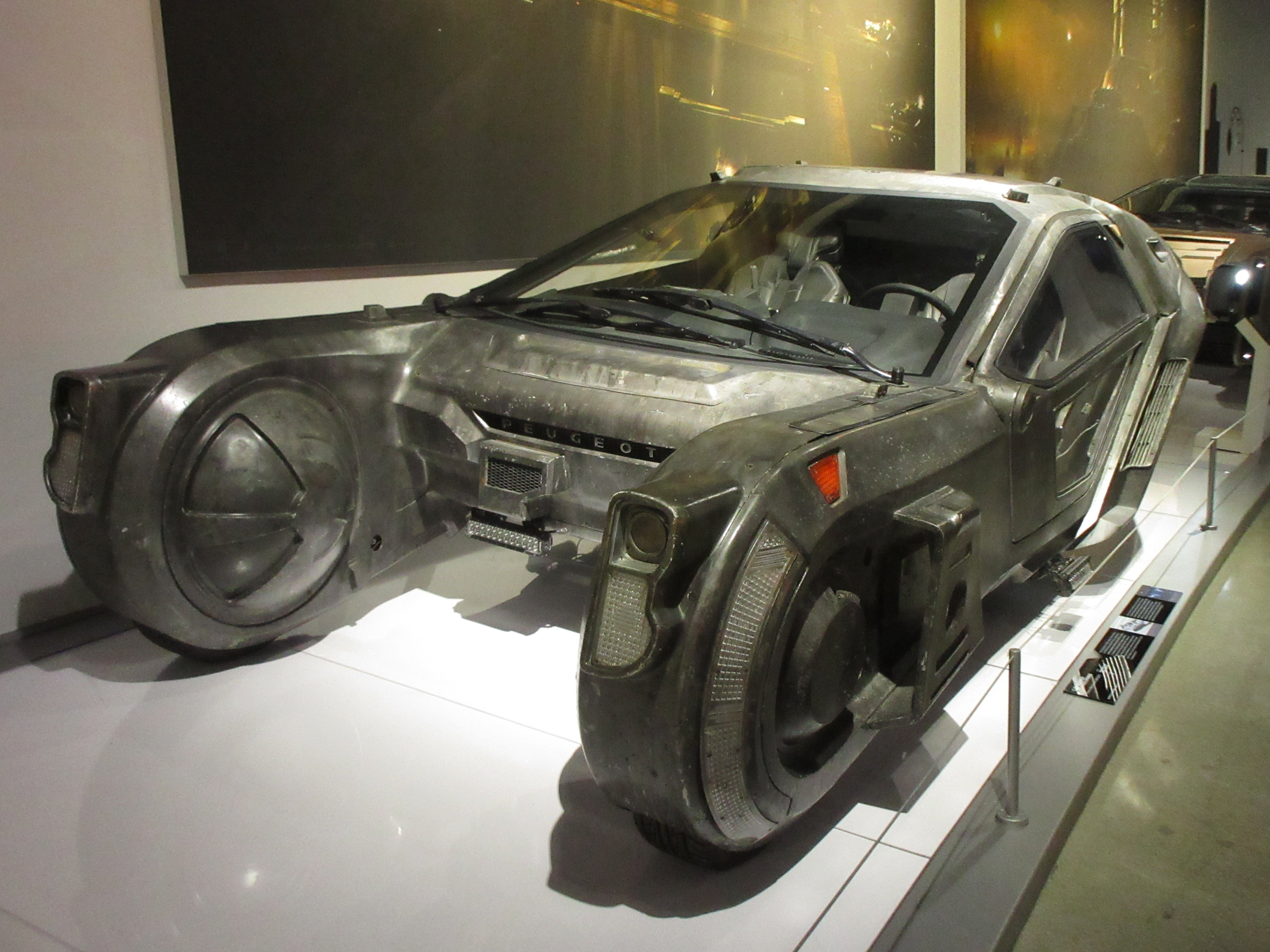
Spinner original de K en Blade Runner 2049, expuesto en el Petersen Automotive Museum de Los Ángeles de 2019 a 2020.

- Blade Runner (1982). La versión policial del vehículo es conducida por el personaje de Gaff (Edward James Olmos) y aparece recurrentemente durante la película tanto a tamaño real como recreada en miniatura. Rick Deckard (Harrison Ford) también conduce un Spinner en la escena final de las versiones de estreno del film. Además, otros Spinner con un diseño diferente son mostrados a lo largo de la película sobrevolando el cielo, como el «Laser Spinner», el «Alfa Romeo Spinner», o el «Lobster Spinner».[9]
- Blade Runner Black Out 2022 (2017). En este cortometraje anime aparece el Spinner policial de la primera película, siendo uno de ellos conducido nuevamente por Gaff. Además, se muestra al menos un nuevo modelo de coche volador que es pilotado por el replicante Iggy Cygnus.[19]
- Blade Runner 2049 (2017). Además de recrearse el Spinner policial del primer film en el casino donde vive Deckard, nuevos diseños del Spinner son mostrados. Entre ellos, destaca el llamado «Spinner de K», conducido por el blade runner K (Ryan Gosling) y diseñado por George Hull, o el «Spinner de Luv», propiedad de dicha replicante interpretada por Sylvia Hoeks y diseñado por Dan Walker y George Hull.[6] El diseñador de producción, Dennis Gassner, señaló que su primera prioridad fue el diseño del nuevo modelo de Spinner —más robusto, angular y brutal que el de la primera película, según sus palabras— y que este marcaría el patrón para el resto del universo: «[El Spinner] es realmente un personaje en sí mismo porque era una extensión de lo que era K [...] Trabajamos muy duro en encontrar el tono para eso. A partir de ahí, vinieron los demás ambientes».[20]

### En otras películas
- Back to the Future Part II (1989). Uno de los Spinner originales de Blade Runner aparece en dos escenas del film, en una repintado de negro y en otra de naranja, negro y azul. Además del Spinner, Gene Winfield alquiló varios vehículos más que había construido en otras producciones para ser mostrados en la película.[3]
- Solar Crisis (1990). Winfield alquiló al film el mismo Spinner que apareció en Back to the Future Part II.[3][11]
- Soldier (1998). En la película aparece en varios momentos una réplica de un Spinner de Blade Runner como parte de la escenografía.[21]
- Star Wars: Episode I - The Phantom Menace (1999). Al menos dos de ellos fueron recreados digitalmente sobrevolando el planeta de Coruscant. El supervisor de los efectos visuales John Knoll señaló que era un homenaje a Blade Runner.[22]

### En otros ámbitos de la cultura popular
- Uno de los Spinner y el sedán de Deckard se muestran en varios momentos del videoclip de «Magnetic» de Earth, Wind & Fire (1983).[23]
- En el anuncio de televisión de Walmart para la Super Bowl de 2020 titulado «Famous visitors» se recreó el Spinner de Blade Runner, entre otros famosos vehículos de la cultura popular.[24]
- Un coche de policía inspirado en el Spinner de Blade Runner 2049 aparece en el videoclip del tema «Yankee and the Brave (ep. 4)» de Run the Jewels (2020).[25]